# Stave Lake
Stave Lake är en sjö i Kanada.   Den ligger i provinsen British Columbia, i den södra delen av landet, 3 500 km väster om huvudstaden Ottawa. Stave Lake ligger 78 meter över havet. Arean är 55 kvadratkilometer. Den sträcker sig 25,6 kilometer i nord-sydlig riktning, och 10,7 kilometer i öst-västlig riktning.
Runt Stave Lake är det mycket glesbefolkat, med 2 invånare per kvadratkilometer.